# فريدريش سيمون بودنهايمر
فريدريش سيمون بودنهايمر (بالإنجليزية: Friedrich Simon Bodenheimer)‏ (6 يونيو 1897 – 4 أكتوبر 1959) عالم حشرات إسرائيلي من أصل ألماني. 
كتب كتابين رئيسيين حول تاريخ البيولوجيا ويعتبر مؤسس علم الحشرات في إسرائيل.

## حياته
ولد في كولونيا من عائلة يهودية ثرية. أبوه ماكس بودنهايمر كان محاميا بارزا. درس اليونانية واللاتينية والأدب والرسم والرياضيات والتاريخ الطبيعي وعلم الخط. وفي سن السابعة عشر كتب دراسة حول سابفو. وفي عام 1914 التحق بجامعة ميونخ لدراسة الطب لكنه انقطع عن الدراسة بسبب نشوب الحرب العالمية الأولى، التي خدم بها على الجبهة الشرقية.
وجذبه مجال علم الحشرات بعد أن اطلع على كتابات كارل إيشيريش. وذهب إلى جامعة بون للحصول على درجة الدكتوراه حول التيبولا بإشراف ريشارد هيسه. 

## إسرائيل
بعد تعرضه لمعاداة السامية في روسيا وألمانيا، قرر بودنهايمر الهجرة إلى فلطسين تحت الانتداب البريطاني في عام 1922. ودرس الحشرة القشرية في إيطاليا لمدة ست شهور، وعمل مع فيليبو سيلفستري وغيدو غراندي قبل الرحيل إلى فلسطين، والتحق بالمركز الزراعي التجريبي القريب من تل أبيب.
وحين فتحت الجامعة العبرية في عام 1918 عين رئيسا لمعهد علم الحيوان والحشرات. وفي عام 1923 تزوج راشيل ابنة الصهيوني الروسي مناحيم أوسيشكين، وقام معها بقراءة الكتابات حول علم الحشرات في الفترة ما قبل كارولوس لينيوس وكتب تاريخ علم الحشرات.
في عام 1936 نشر بودنهايمر كتاب «الخلفية البيولوجية للنظرية السكانية» بناء على محاضرات جامعية ألقاها في تل أبيب.
وكتب أكثر من 420 عملا خلال فترة عمله كأستاذ لعلم الحيوان لمدة 25 عاما. ومن بين أهم كتاباته: «الحشرات كغذاء بشري» 1951، «تاريخ البيولوجيا: مقدمة» 1958، «الحيوان والإنسان في أراضي الكتاب المقدس» 1956.
نشر كتاب السيرة الذاتية بعنون «عالم بيولوجيا في إسرائيل» عام 1959.
وتوفي في نفس العام بسبب مضاعفات إثر عملية في العين.

## جوائز
حصل على جائزة إسرائيل عام 1954 في مجال الزراعة. 